# Korfbal League 2017/18
De Korfbal League is de hoogste competitie in het Nederlandse zaalkorfbal. In de competitie zitten 10 korfbalverenigingen welke allemaal een thuis- en uitwedstrijd spelen tegen elkaar. Aan het einde van de competitie strijden de nummers 1 t/m 4 volgens het play-offsysteem om een plaats in de zaalfinale. Deze finale is dan de wedstrijd om het algemeen korfbalkampioenschap van Nederland. De ploeg die als laatst eindigt in de Wereldtickets Korfbal League degradeert direct naar de Hoofdklasse, de ploeg die als voorlaatst eindigt speelt een promotie/degradatieduel tegen een ploeg uit de Hoofdklasse.
Het Korfbal League seizoen 2017/18 is de 13e editie van de Korfbal League. In dit seizoen 2 nieuwkomers op het landelijke toneel, KCC/So Natural en Avanti/Flexcom.

## Teams
In dit seizoen zullen 10 teams deelnemen aan het hoofdtoernooi in de Korfbal League. Vervolgens zullen 4 teams strijden om een finale plek in Ziggo Dome, in de play-offrondes. Daarnaast maken de nummers 1 en 2 van de Hoofdklasse A en B kans om volgend jaar in de Korfbal League te spelen.
| Club                    | Plaats                 | Coach                           |
| ----------------------- | ---------------------- | ------------------------------- |
| AKC Blauw-Wit           | Amsterdam              | Barry Schep                     |
| DVO/Accountor           | Bennekom               | Ben Crum                        |
| Fortuna/Delta Logistiek | Delft                  | Ard Korporaal & Damien Folkerts |
| KZ/Hiltex               | Koog aan de Zaan       | Wim Bakker                      |
| LDODK/Rinsma Modeplein  | Gorredijk              | Erik Wolsink                    |
| PKC/SWK Groep           | Papendrecht            | Detlef Elewaut                  |
| TOP/Solar Compleet      | Sassenheim             | Jan Niebeek                     |
| Avanti/Flexcom          | Pijnacker              | Erwin van der Putten            |
| DOS'46                  | Nijeveen               | Daniël Hulzebosch               |
| KCC/SO natural          | Capelle aan den IJssel | Richard van Vloten              |

## Seizoen
In de Korfbal League speelt elk team 18 wedstrijden, waarbij er thuis 9 worden gespeeld en 9 uitwedstrijden worden gespeeld.
De nummers 1, 2, 3 en nummer 4 zullen zich plaatsen voor de play-offs, voor een "best of 3". De winnaars tussen de teams zullen zich plaatsen voor de finale in Ziggo Dome, waar ook de A Junioren Finale wordt gespeeld. Echter degradeert de nummer 10 meteen naar de Hoofdklasse. De nummer 9 zal het opnemen tegen de verliezend finalist van de promotie playoffs.
| pos | club                    | gs | w  | g | v  | pnt | dv  | dt  | dt   |
| --- | ----------------------- | -- | -- | - | -- | --- | --- | --- | ---- |
| 1.  | PKC/SWKGroep            | 18 | 16 | 1 | 1  | 33  | 540 | 390 | 150  |
| 2.  | TOP/Quoratio            | 18 | 15 | 0 | 3  | 30  | 485 | 402 | 83   |
| 3.  | AKC Blauw-Wit           | 18 | 11 | 1 | 6  | 23  | 439 | 432 | 7    |
| 4.  | Fortuna/Delta Logistiek | 18 | 11 | 0 | 7  | 21  | 405 | 370 | -35  |
| 5.  | LDODK/Rinsma Modeplein  | 18 | 10 | 1 | 7  | 21  | 488 | 429 | 59   |
| 6.  | KZ/Hiltex               | 18 | 9  | 1 | 8  | 19  | 438 | 426 | 12   |
| 7.  | DOS'46                  | 18 | 6  | 0 | 12 | 12  | 404 | 440 | -36  |
| 8.  | KCC/So Natural          | 18 | 5  | 0 | 13 | 10  | 424 | 487 | -63  |
| 9.  | DVO/Accountor           | 18 | 5  | 0 | 13 | 10  | 418 | 496 | -78  |
| 10. | Avanti/Flexcom          | 18 | 0  | 0 | 18 | 0   | 332 | 501 | -169 |

## Play-offs en Finale
|  | Halve finale | Halve finale            | Halve finale       | Halve finale | Halve finale       |    |    | Finale                  | Finale | Finale | Finale | Finale |
|  |              |                         |                    |              |                    |    |    |                         |        |        |        |        |
|  | 1            | PKC/SWKGroep            | 23                 | 28           | 20                 |    |    |                         |        |        |        |        |
|  | 4            | Fortuna/Delta Logistiek | 24                 | 16           | 21                 |    |    |                         |        |        |        |        |
|  | 4            | Fortuna/Delta Logistiek | 24                 | 16           | 21                 |    | 4  | Fortuna/Delta Logistiek | 20     |        |        |        |
|  |              |                         |                    |              |                    |    | 4  | Fortuna/Delta Logistiek | 20     |        |        |        |
|  |              | 2                       | TOP/Solar Compleet | 24           |                    |    |    |                         |        |        |        |        |
|  | 2            | 2                       | TOP/Solar Compleet | 24           | TOP/Solar Compleet | 34 | 19 |                         |        |        |        |        |
|  | 2            |                         |                    |              | TOP/Solar Compleet | 34 | 19 |                         |        |        |        |        |
|  | 3            | AKC Blauw-Wit           | 23                 | 17           |                    |    |    |                         |        |        |        |        |

| Korfbal League Kampioen van Nederland 2018 |
| ------------------------------------------ |
| TOP/Solar Compleet Vijfde titel            |

## Promotie
Directe promotie naar de Korfbal League vond plaats in de kampioenswedstrijd tussen de kampioen van Hoofdklasse A en B.
| Hoofdklasse Finale |                                |    |
|                    |                                |    |
| A1                 | Dalto/Klaverblad Verzekeringen | 25 |
| B1                 | DeetosSnel                     | 26 |

DeetosSnel promoveert hierdoor direct naar de Korfbal League 2018/19

## Promotie/degradatie
De nummer 9 van de Korfbal League speelt na de Hoofdklasse Finale een best-of-3 serie play-down tegen de verliezend Hoofdklasse finalist.
De winnaar van deze serie zal acteren in Korfbal League 2018/19
| Ontknoping |                                |    |    |    |
|            |                                |    |    |    |
| KL9        | DVO/Accountor                  | 29 | 25 | 32 |
| H2         | Dalto/Klaverblad Verzekeringen | 23 | 29 | 23 |

Hierdoor blijft DVO/Accountor actief in de Korfbal League en degradeert niet.

## Prijzen
Zoals elk jaar worden er de jaarlijkse korfbal prijzen verdeeld. In dit seizoen zijn dit de prijswinnaars:
| Award                    | Winnaar                                | Club                    |
| ------------------------ | -------------------------------------- | ----------------------- |
| Beste Speler             | Richard Kunst                          | PKC/SWK Groep           |
| Beste Speelster          | Celeste Split                          | TOP/Solar Compleet      |
| Beste coach              | Ard Korporaal & Damien Folkerts        | Fortuna/Delta Logistiek |
| ERIMA beste arbitrage    | Marco van der Lucht & Arnold Alexander |                         |
| Beste Speler onder 21    | Tim Flokstra                           | LDODK/Rinsma Modeplein  |
| Beste Speelster onder 21 | Lieneke Pries                          | LDODK/Rinsma Modeplein  |
| Doelpunt van het Jaar    | Daan Preuninger                        | Fortuna/Delta Logistiek |

## Topscoorders
| Categorie              | Winnaar       | Club               | Gescoord aantal goals |
| ---------------------- | ------------- | ------------------ | --------------------- |
| Topscoorder mannelijk  | Richard Kunst | PKC/SWK Groep      | 142                   |
| Topscoorder vrouwelijk | Celeste Split | TOP/Solar Compleet | 116                   |

## Trivia
- Dit was het eerste en tot nu toe enige seizoen van Avanti in de Korfbal League. Ze degraderen met 0 gewonnen wedstrijden. Dit gebeurde ook met AKC/Erma Sport in 2009
- PKC haalt voor 2 jaar op rij niet de Ziggo Dome Finale, terwijl ze al 4 jaar op rij nummer 1 in de competitie zijn geworden.
- Fortuna haalt in dit jaar de Ziggo Dome Finale, terwijl het 1 jaar ervoor nog 8e werd en moest vrezen voor play-downs.
- in maart 2018 maakte LDODK bekend de samenwerking te stoppen met Erik Wolsink. Vanwege de tegenvallende resultaten en het gemis aan chemie werd Wolsink vervangen door assistent Henk Jan Mulder